# Salangane à nid noir
Aerodramus maximus
Espèce
Synonymes
- Collocalia maxima Hume, 1878
(protonyme)

Statut de conservation UICN

 LC  : Préoccupation mineure
La Salangane à nid noir (Aerodramus maximus) est une espèce d'oiseaux de la famille des Apodidae.

## Répartition
Cette espèce vit au Brunei, en Indonésie, en Malaisie, au Myanmar, aux Philippines, à Singapour, en Thaïlande, au Cambodge et au Vietnam.

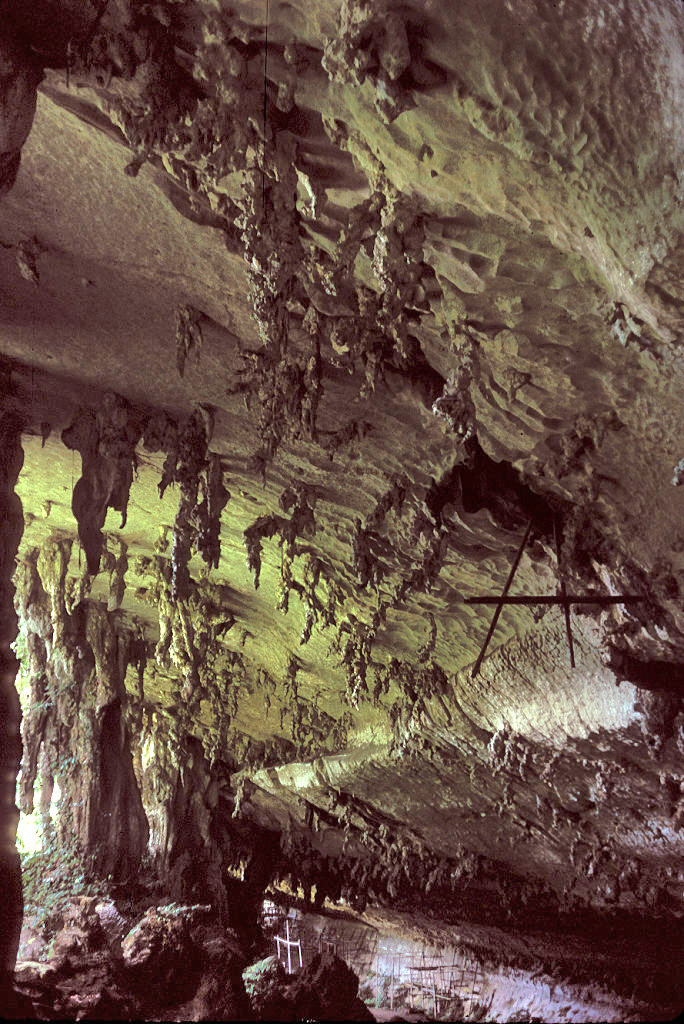
Célèbres grottes préhistoriques de Niah où l'on récolte des nids d'hirondelle de la salangane à nid noir, île de Bornéo, Malaisie

## La Salangane à nid noir et l'Homme
Ses nids, appelés nids d'hirondelle "noirs", des nids d'hirondelle moins réputés que les nids d'hirondelle dits "blancs" car constitués de salive mais aussi de nombreuses plumes incorporées, sont utilisés pour la préparation de soupe, aux prétendues vertus aphrodisiaques.

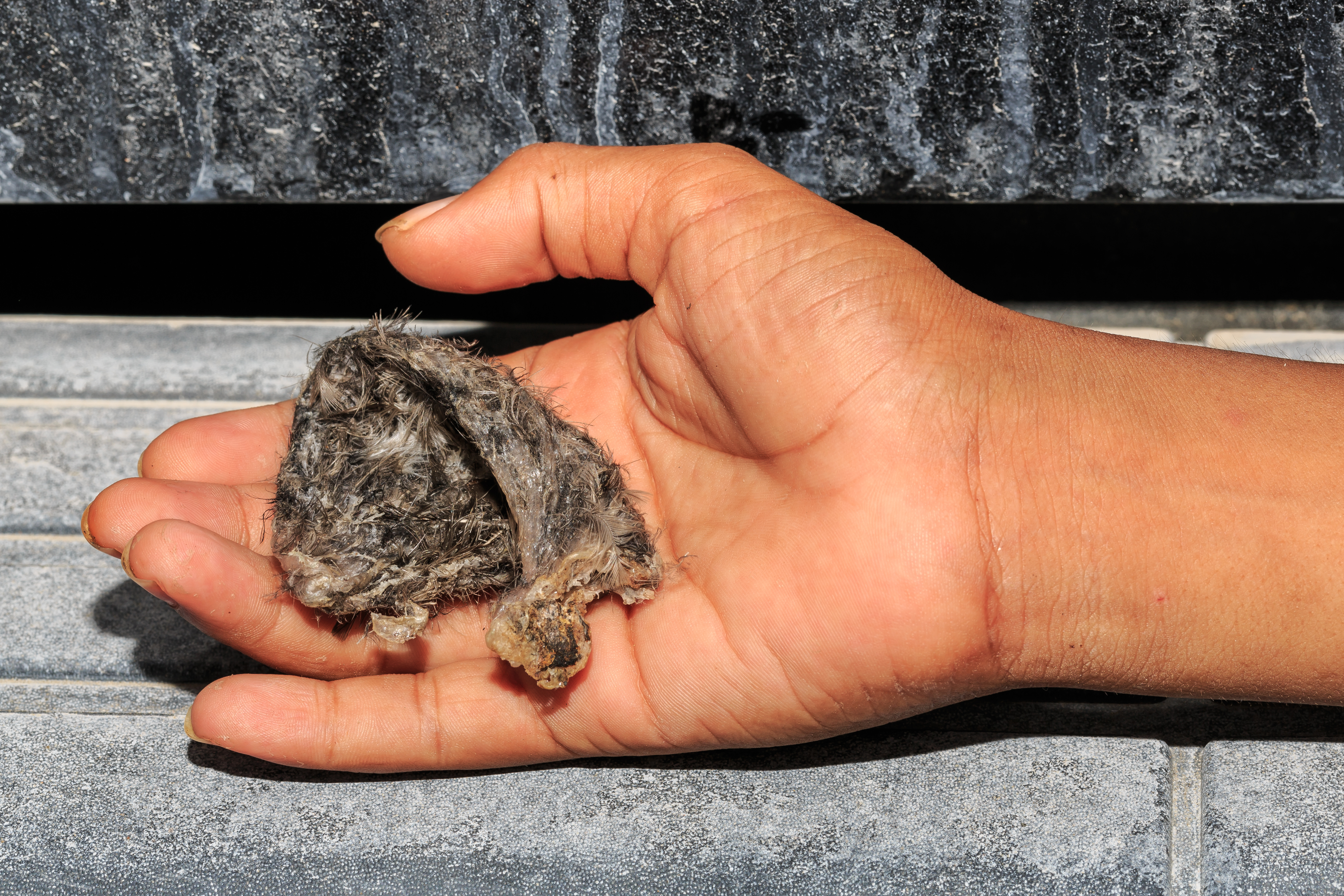
"Nid noir"